# Protaetia engelhardi
Protaetia engelhardi är en skalbaggsart som beskrevs av Conrad Ritsema 1884. Protaetia engelhardi ingår i släktet Protaetia och familjen Cetoniidae. Inga underarter finns listade i Catalogue of Life.